# Poczobuty (Litwa)
Poczobuty (lit. Pačiabatai) − wieś na Litwie, zamieszkana przez 58 ludzi, w gminie rejonowej Soleczniki, 4 km na wschód od Gierwiszek.